# Nhà giả kim (tiểu thuyết)
Nhà giả kim (tựa gốc tiếng Bồ Đào Nha: O Alquimista) là tiểu thuyết được xuất bản lần đầu ở Brasil năm 1988, và là cuốn sách nổi tiếng nhất của nhà văn Paulo Coelho. Tác phẩm đã được dịch ra 67 ngôn ngữ và bán ra tới 95 triệu bản (theo thống kê ngày 19 tháng 5 năm 2008), trở thành một trong những cuốn sách bán chạy nhất mọi thời đại.

## Bố cục
- Lời người dịch
- Vào truyện
- Phần một
- Phần hai
- Bạt
- Về tác giả
- Phụ lục: Paulo Coelho và hành trình cùng giả kim thuật

## Tóm tắt cốt truyện
Nhân vật chính trong truyện là Santiago. Cha mẹ Santiago mong muốn cậu trở thành linh mục để mang lại niềm tự hào cho gia đình, nhưng vì ước mơ từ nhỏ của chính mình là đi đây đi đó khắp thế giới, Santigo đã thuyết phục được cha cậu và trở thành một người chăn cừu.
Dưới vai một người chăn cừu, cậu chu du khắp vùng quê Andaluisa, phía nam Tây Ban Nha, trong vài năm, tận hưởng một cuộc sống vô tư lự và phiêu lưu. Trên đường tới một thành phố nhỏ mà một năm trước cậu đã từng tới để bán lông cừu và gặp người con gái của ông chủ tiệm - cô gái mà cậu thầm mến, Santiago có một giấc mơ cậu không thực sự hiểu lặp lại hai lần. Nhớ ra ở Tarifa có một bà thầy bói đoán mộng, Santiago quyết định đi gặp bà lão. Cái già bà thầy bói đưa ra là một lời thề - rằng khi tìm được kho tàng ở Kim tự tháp Ai Cập, cậu phải chia một phần mười của nó cho bà. Thế nhưng, lời giải đáp cậu nhận được từ bà lại không khiến cậu thực sự tin tưởng và hài lòng: Hãy đi đến Kim tự tháp Ai Cập…
Sau đó, cậu gặp một ông lão - Melchizedek, vua của xứ Salem và nhận được chỉ dẫn. Cậu bán đàn cừu cho một người bạn và đưa cho ông lão sáu con cừu còn lại - một phần mười số cừu của cậu để trả công cho ông lão.  Sau khi nhận được 2 hòn đá - Urim và Thumim từ ông, cậu bắt đầu chuyến đi đến Kim tự tháp Ai Cập.
Trong vòng một ngày khi vừa đến Moroco, Santiago bị lừa mất hết tiền và mắc kẹt lại tại đó. Mất hết tất cả, Santiago phải làm việc tại một cửa hàng bán pha lê, với ý nghĩ Ai Cập chỉ còn là giấc mộng, và lên kế hoạch dành dụm tiền trở về Tarifa rồi mua lại đàn cừu.
Gần một năm sau, cậu quyết định rời tiệm pha lê vì cậu đã có đủ tiền mua một bầy cừu mới, gấp đôi số cừu cậu bán đi hồi trước. Thế mà Santiago lại không mua một con cừu nào cả. Cậu quyết định tiếp tục con đường đi tìm kho tàng bí mật ở Kim tự tháp Ai Cập, vì khi thu dọn hành lý, cậu một lần nữa nhìn thấy hai hòn đá Urim và Thummim mà cậu nhận được từ vua xứ Salem.
Santiago gia nhập đoàn lữ hành đến một sa mạc gần các kim tự tháp. Trong đoàn người, cậu gặp một anh chàng người Anh - người đã tìm kiếm những nhà giả kim chân chính suốt 20 năm qua. Đoàn người tiến dần về phía ốc đảo. Khi người Anh nọ thử quan sát sa mạc và học ngôn ngữ sa mạc, thì Santiago đọc những cuốn sách của anh ta và học về thuật giả kim.
Khi họ tới ốc đảo, đoàn lữ hành được chào đón, và được khuyên phải dừng bước vì đang xảy ra chiến tranh giữa các bộ tộc phía trước. Ở nơi đây, cậu đã cố giúp anh chàng người Anh tìm một nhà giả kim, và cậu gặp được cô gái cậu yêu ngay từ cái nhìn đầu tiên - Fatima. Trong thời gian ở ốc đảo, nhờ vào "dấu hiệu" mà Santigo đã có thể dự báo trước và giúp bộ tộc tránh được một cuộc tấn công đột ngột vào ốc đảo, cậu được thưởng rất nhiều tiền vàng, cùng một lời đề nghị trở thành người cố vấn quan trọng cho trưởng tộc. Cũng chính lúc ấy, nhà giả kim ở ốc đảo xuất hiện và nhận ra ông đã tìm thấy một học trò xuất sắc - Santiago.
Cậu lưỡng lự khi phải rời ốc đảo vì tình yêu với Fatima. Nhà giả kim nói với cậu rằng trái tim cậu ở đâu thì kho báu cũng ở đó; tình yêu thật sự không bao giờ ngăn cản ai theo duổi vận mệnh của mình cả. Sau khi nói chuyện cùng Fatima - người phụ nữ sa mạc sẽ luôn đợi mình, cậu rời ốc đảo và lên đường đi tới kim tự tháp cùng nhà giả kim. Tới một vùng sa mạc cai quản bởi những chiến binh hung dữ, để được sống, cậu đã "tặng" hết đi số tài sản của mình. Mọi chuyện chưa kết thúc ở đó vì để lấy lại tự do, trong vòng 3 ngày Santiago phải trổ tài "biến thành gió". Nhờ vào ngôn ngữ của vũ trụ mà mình học được, cậu đã "biến thành gió" thành công trước mặt những chiến binh và được trả tự do. Khi quãng đường tới kim tự tháp không còn xa nữa, nhà giả kim từ biệt cậu. Trước khi chia tay, cậu được chứng kiến ông biến chì thành vàng và nhận được 1 phần 4 số vàng.
Đến được kim tự tháp, trong khi đang đào cát để tìm kiếm kho tàng, cậu đụng độ những tên cướp và bị cướp mất số vàng cậu nhận được từ nhà giả kim. Những tên cướp cười lớn khi nghe câu chuyện cậu đã vượt sa mạc để đến kho báu, một tên trong số đó nói rằng ngay tại chỗ này, hắn cũng từng có một giấc mơ về kho tàng tại một nhà thờ ở Tây Ban Nha vào hai năm trước. Cuối cùng Santiago đã lấy được kho tàng, ở ngay nơi mà cậu đã có giấc mơ về nó.

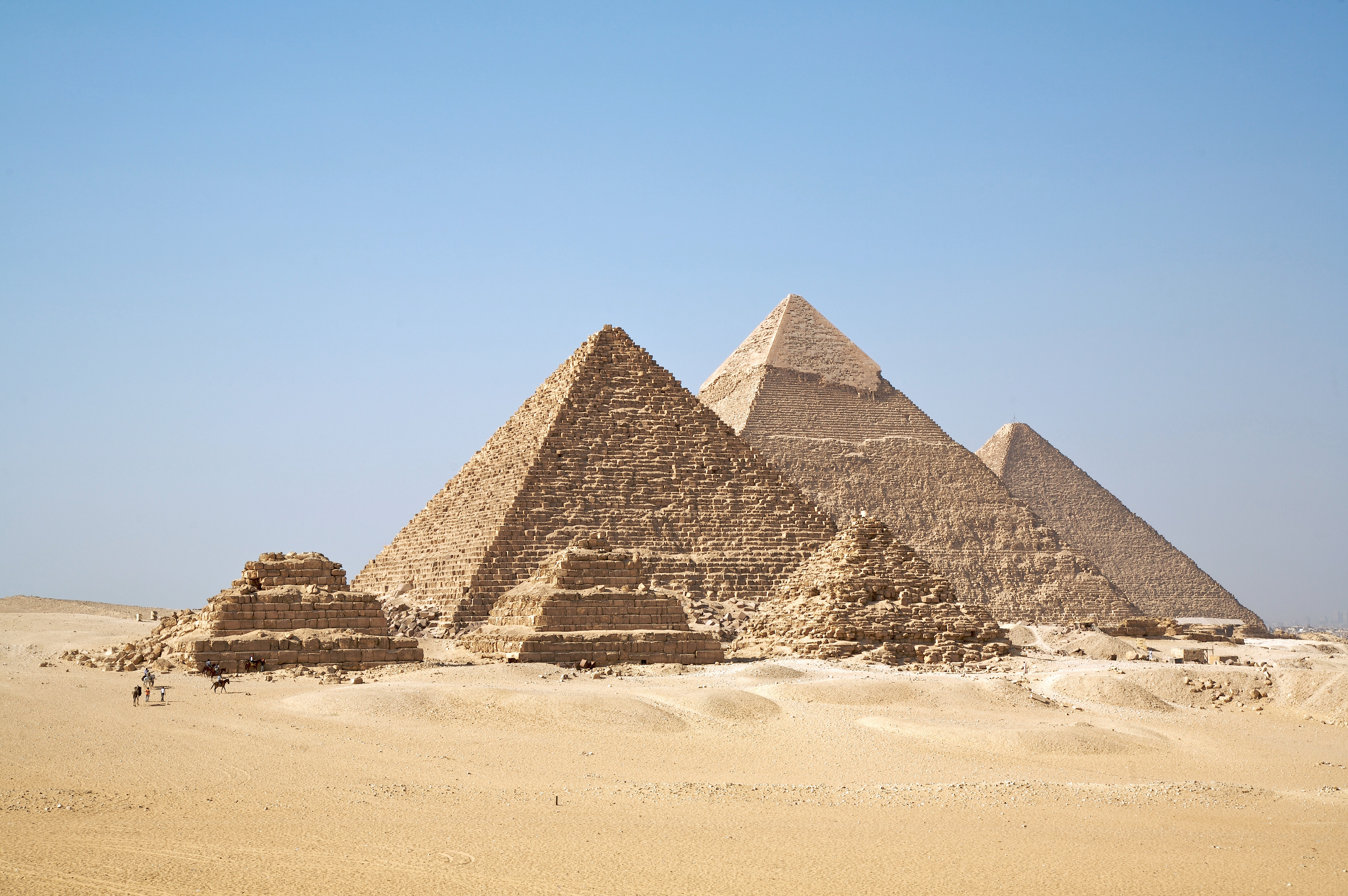
Kim tự tháp Giza

## Bản dịch
O Alquimista được viết bằng tiếng Bồ Đào Nha. Cho đến năm 2004 đã được dịch sang 67 ngôn ngữ, bán được hơn 56 triệu bản tại hơn 150 nước. Đây thực sự là một trong những cuốn sách bán chạy nhất trong mọi thời đại.
Tại Trung Quốc và Úc, sách đặc biệt được ưa thích. Tờ báo Herald Sun xếp Nhà giả kim vào một trong năm cuốn sách hay bị ăn cắp nhất tại những hiệu sách ở Melbourne.
Tại Việt Nam, cuốn sách được Lê Chu Cầu chuyển ngữ có bản quyền từ bản tiếng Đức của truyện năm 2002, nằm trong "Tủ sách Đông Tây tác phẩm".
Trong lời tựa, Coelho đã giải thích đây là một câu chuyện hình tượng hóa những kinh nghiệm của ông trong cuốn Diário de Um Mago (Cuộc hành hương) đã viết trước đó.

## Quá trình hình thành
Coelho viết Nhà giả kim chỉ trong vòng hai tuần vào năm 1987. Ông giải thích rằng mình có thể viết với tốc độ nhanh như vậy vì câu chuyện "đã được viết sẵn trong tâm hồn của ông".
Chủ đề chính của tác phẩm là về việc tìm kiếm số phận của con người, mặc dù theo New York Times, Nhà giả kim thiên về tính "tự lực (self-help) hơn là văn học". Lời khuyên dành cho Santiago rằng "khi bạn thực sự muốn điều gì, cả vũ trụ sẽ ban cho những sự giúp đỡ để điều ước đó thành hiện thực" là cốt lõi triết lý, mô-típ chủ đạo xuyên suốt câu chuyện.
Nhà giả kim được phát hành bởi lần đầu bởi Rocco, một nhà xuất bản ít người biết đến của Brazil. Mặc dù bán rất chạy, nhưng nhà xuất bản sau một năm đã quyết định trả lại bản quyền cho Coelho. Để phục hồi sau "thất bại" này, Coelho lên đường rời Rio de Janeiro với vợ và dành 40 ngày ở sa mạc Mojave. Trở về sau chuyến du ngoạn, Coelho quyết định bản thân phải tiếp tục đấu tranh và "thực sự tin rằng đây là một cuốn sách tuyệt vời - và ông phải thử mọi cơ hội có thể."

## Chuyển thể
Năm 1994, tác phẩm truyện tranh chuyển thê từ Nhà giả kim được xuất bản bởi Alexandre Jubran. HarperOne, một chi nhánh của HarperCollins, đã sáng tạo một phiên bản minh họa của cuốn tiểu thuyết, sử dụng các bức tranh của họa sĩ người Pháp Mœbius, nhưng không thuyết phục được Coelho "đồng ý với việc biến toàn bộ tiểu thuyết thành đồ họa." The Alchemist: A Graphic Novel được xuất bản. vào năm 2010, chuyển thể bởi Derek Ruiz và vẽ minh họa bởi Daniel Sampere.
The Alchemist's Symphony của Walter Taieb được phát hành vào năm 1997 với sự hỗ trợ của Paulo Coelho, người đã viết một đoạn văn bản gốc cho tập sách CD. Tác phẩm có tám phần chính và năm phần dạo giữa.
Năm 2002, phiên bản sân khấu của Nhà giả kim được sản xuất và trình diễn tại Luân Đôn. Sau đó, nhà sản xuất Ashvin Gidwani đã đến thăm buổi biểu diễn ở London và đánh giá nó “dài dòng nhưng đầy màu sắc”, nên đã quyết định phát triển phiên bản 90 phút của Deepa Gahlot cho sân khấu Ấn Độ - điều này đã thành hiện thực vào năm 2009.
Năm 2006, Mistaken Identity, ban nhạc indie-rock của Singapore, đã chuyển thể câu chuyện trong tiểu thuyết thành thứ mà họ tuyên bố là "nỗ lực của chúng tôi nhằm viết nên một vở nhạc kịch" và phát hành ca khúc với tên "The Alchemist". Kochavva Paulo Ayyappa Coelho - một bộ phim tiếng Malayalam của Ấn Độ, do Sidhartha Siva viết kịch bản và đạo diễn - được lấy cảm hứng từ tiểu thuyết gia Paulo Coelho, cách riêng là tác phẩm Nhà giả kim.
Tháng 7 năm 2021, Will Smith thông báo anh đã mua được quyền làm phim cho cuốn tiểu thuyết, nhưng sau một số trở ngại, dự án hiện đang tạm ngưng.